# Peter Wohlfahrtstätter

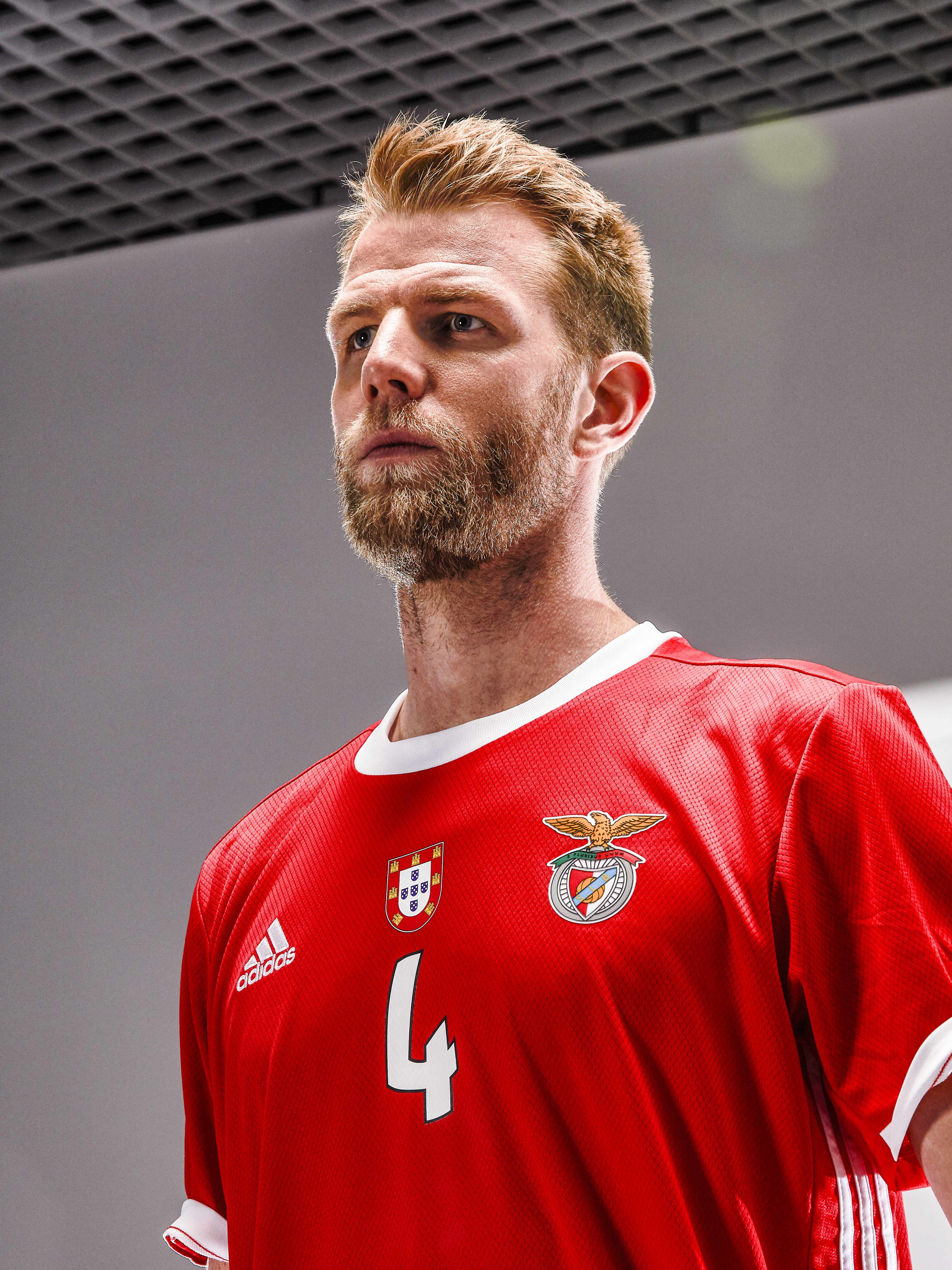

Peter Wohlfahrtstätter (* 10. März 1989 in Wörgl) ist österreichischer Profivolleyballer und war Nationalteam-Kapitän.

## Sportliche Laufbahn
Wohlfahrtstätter war in seiner Jugend Skifahrer und Fußballer. Im Alter von 15 Jahren begann er mit dem Volleyballspiel beim Klub VC Klafs Brixental. Innerhalb von 18 Monaten spielte er sich in das österreichische Junioren-Nationalteam.
2008 wechselte der Mittelblocker vom VC Klafs Brixental zu den Vienna hotVolleys, wo er 3 Jahre Erfahrung sammelte und in der Champions-League-Mannschaft einige Einsätze bekam. 2009 gewann er den Österreichischen Cup und wurde MVP des Finales.
2011 folgte der Wechsel in die erste belgische Liga zu Topvolley Precura Antwerpen. Dort erreichte er das CEV-Cup-Viertelfinale, das belgische Cup-Halbfinale sowie einen dritten und vierten Platz in der Meisterschaft.
2013 wechselte er zurück nach Österreich zu SK Posojilnica Aich/Dob um ein weiteres Mal in der Champions League aufzuschlagen. Erfolge waren 3 Vizemeistertitel und Erfolge gegen Topteams der Champions League wie z. B.: Novosibirsk, Friedrichshafen, Olympiakos.
2016 wechselte er in die polnische Plusliga zu Effector Kielce. Dort war er Stammspieler und erreichte den 13. Platz von 16 Teams.
2017/18 gelang es ihm mit Tourcoing Lille Metropole in Frankreich seinen ersten großen Titel zu gewinnen. Im französischen Cup bezwang er im Finale Chaumont und sicherte sich den Coupe de France. Die Mannschaft qualifizierte sich auch für das Play-off, schied dort aber gegen Chaumont im Achtelfinale aus.
2018 wechselte er nach Portugal zu Sport Lisboa e Benfica. Nachdem SL Benfica 2017 die Meisterschaft gegen Sporting Clube de Portugal verloren hatte, startete man ein neues Projekt um auf Dauer Erfolg zu haben. Peter ist Teil dieses Projekts, welches sehr erfolgreich startete. Seit 2018 ist man seither 5-facher Serienmeister, gewann 3 Cups und 5 Supercups. Auch nahm Benfica zum ersten Mal in der Geschichte des Vereins an der Champions League teil. Derzeit steht der Verein bei 4 Champions-League-Teilnahmen und 2 CEV-Cup-Teilnahmen.